# Eurymetopa obesa
Eurymetopa obesa är en insektsart som beskrevs av Ludwig Redtenbacher 1891. Eurymetopa obesa ingår i släktet Eurymetopa och familjen vårtbitare. Inga underarter finns listade i Catalogue of Life.